# Fausto Acke
Fausto Alesio Acke (* 23. Mai 1897 in Rom, Italien; † 14. Mai 1967 in Los Angeles, Vereinigte Staaten) war ein schwedischer Turner.

## Erfolge
Fausto Acke wurde in Rom geboren und wurde 1903 im Alter von sechs Jahren zum Waisenkind, als seine Eltern während einer Epidemie starben. Daraufhin adoptieren ihn Johan Axel Gustav Acke und dessen Frau Eva, zwei schwedische Maler des Impressionismus, die mit seinen Eltern gut befreundet gewesen waren. Acke wuchs anschließend in Vaxholm auf.
Er nahm 1920 an den Olympischen Spielen in Antwerpen teil. Bei diesen gehörte er zur schwedischen Turnriege im Wettbewerb, der nach dem sogenannten schwedischen System ausgetragen wurde. Dabei traten insgesamt drei Mannschaften an, die insgesamt elf Übungen turnten. Sechs Juroren vergaben auf einer Skala von 0 bis 20 Punkten ihre Punkte für jede Übung, wobei der Schwierigkeitsgrad der geturnten Übung miteingerechnet wurde. Eine zwölfte Wertung wurde für die Ausführung der Übungen vergeben. Der Durchschnittswert aller sechs Juroren, je zwei aus den startenden Nationen, ergab dann schließlich die Endwertung. Die belgische Riege war dem Niveau der gegnerischen Turnriegen aus Schweden und Dänemark nicht gewachsen, zumal die schwedischen und dänischen Juroren ihre eigene Mannschaft bei der Punktevergabe bevorzugten. Da auch die belgischen Juroren ihre Mannschaft nur auf Rang drei sahen, schlossen die Belgier mit 1094 Punkten den Wettbewerb folglich auf dem dritten Platz ab. Olympiasieger wurden die Schweden mit 1364 Punkten vor Dänemark mit 1325 Punkten.
Acke gewann zusammen mit Albert Andersson, Arvid Andersson, Helge Bäckander, Bengt Bengtsson, Fabian Biörck, Erik Charpentier, Sture Ericsson, Konrad Granström, Helge Gustafsson, Åke Häger, Ture Hedman, Sven Johnson, Sven-Olof Jonsson, Karl Lindahl, Edmund Lindmark, Bengt Morberg, Frans Persson, Klas Särner, Curt Sjöberg, Gunnar Söderlindh, John Sörenson, Alf Svensén und Gösta Törner die Goldmedaille.
1925 heiratete Acke die Bildhauerin und Designerin Gerdis Sung. Im selben Jahr zog das Paar nach Hollywood, wo Acke bei RKO Pictures in der Filmindustrie zu arbeiten begann. Er trainierte dort zahlreiche Schauspieler, unter anderem Betty Grable.